# Макмэн, Марисса
Мари́сса Энн Макмэ́н (англ. Marissa Ann McMahon, в девичестве Маццо́ла (англ. Mazzola), 4 июля 1973) — американская кинопродюсер, а также бывшая телеведущая и агент по связям с общественностью.
Является женой Шейна Макмэна, миноритарного владельца компании WWE.

## Биография
Марисса Энн Маццола родилась 4 июля 1973 года в Нью-Йорке в семье шеф-повара, а выросла в Гринвич, Коннектикут. Марисса окончила Академию Гринвича и Бостонский университет.

### World Wrestling Federation
Марисса Маццола-Макмэн начала свою карьеру в качестве ведущей шоу WWF LiveWire. Она принимала участие в многочисленных интервью, а также выступала в роли интервьюера. Она отвечала за связи с общественностью в WWF. В отличие от других членов семьи Макмэн, Марисса никогда не появлялась на ринге.

### Кинопроизводство
После непродолжительной работы на LiveWire Марисса начала продюсировать фильмы. В этом качестве она работала с рестлерами WWF, включая Скалу и Стива Остина. Она сыграла короткую роль торговки птицами в фильме «Царь скорпионов». Первый фильм, который она спродюсировала — «Анаморф» с Уиллемом Дефо и Скоттом Спидменом. Она основала собственную кинокомпанию под названием Kamala Films, которая базируется в Нью-Йорке.

## Личная жизнь
С 14 сентября 1996 года Марисса замужем за бизнесменом Шейном Макмэном (род.1970). У супругов есть три сына: Деклан Джеймс Макмэн (род. 13 февраля 2004 года), Кеньон Джесси Макмэн (род. 26 марта 2006 года) и Роган Макмэн (род. 20 января 2010 года).